# Roxy & Elsewhere
Roxy & Elsewhere  es un álbum en directo de Frank Zappa y The Mothers editado en 1974. La mayoría de las canciones se grabaron en el Teatro Roxy en Hollywood el 10, 11 y 12 de diciembre de 1973. Estas grabaciones después fueron retocadas en el estudio de grabación, mientras que, el resto de las canciones fueron grabadas en Chicago, Illinois, y Pensilvania, y no están retocadas.

## Música
El álbum está considerado una de las mejores grabaciones en directo de The Mothers. Contiene varios de los instrumentales más complejos de Zappa, como "Echidna's Arf (Of You)", "Don't You Ever Wash That Thing?", y el tema de apertura "Be-Bop Tango (of the Old Jazzmen's Church)". También contiene "Cheepnis", el tributo de Zappa a las películas de terror de bajo coste, y reestructuraciones de temas anteriores como "More Trouble Every Day" y "Son of Orange County".

## Lista de canciones
Todas las canciones compuestas por Frank Zappa y tocadas por Frank Zappa & the Mothers, excepto "Dummy Up" compuesta por Brock, Simmons, y Zappa. Todas las pistas grabadas en el Roxy, excepto "Son of Orange County", "More Trouble Every Day" y partes de "Penguin in Bondage".

### Cara 1
1. "Penguin in Bondage" – 6:48
2. "Pygmy Twylyte" – 2:13
3. "Dummy Up" – 6:02

### Cara 2
1. "Village of the Sun" – 4:17
2. "Echidna's Arf (Of You)" – 3:52
3. "Don't You Ever Wash That Thing?" – 9:40

### Cara 3
1. "Cheepnis" – 6:33
2. "Son of Orange County" – 5:53
3. "More Trouble Every Day" – 6:00

### Cara 4
1. "Be-Bop Tango (Of the Old Jazzmen's Church)" – 16:41

## Personal

### Músicos
- Frank Zappa – guitarra, voz, producción
- Napoleon Murphy Brock – flauta, saxofón, saxofón tenor, voz
- Robert "Frog" Camarena – coros en "Cheepnis"
- Debbie – coros en "Cheepnis"
- Lynn - coros en "Cheepnis"
- Ruben Ladrón de Guevara – coros en "Cheepnis"
- George Duke – sintetizador, teclados, voz
- Bruce Fowler – trombón
- Tom Fowler – bajo
- Walt Fowler – trompeta
- Ralph Humphrey – batería
- Don Preston – sintetizador
- Jeff Simmons – guitarra rítmica, voz
- Chester Thompson – batería
- Ruth Underwood – percusión
- consomi – paparazzi

### Personal técnico
- Stephen Marcussen – remasterización digital
- Kerry McNabb – ingeniero, mezclas
- Wally Heider – ingeniero
- Coy Featherstone – fotografía
- Cal Schenkel – diseño gráfico